# Zeche Storksbank (Dortmund)
Die Zeche Storksbank in Kirchhörde ist ein ehemaliges Steinkohlenbergwerk. Das Bergwerk war auch unter den Namen Zeche Storcksbank, Zeche Storck, Zeche Stonksbanck, Zeche Stocksbank, Zeche Storgh bey Luick und Zeche Storksbank Amts Hörde bekannt. Außerdem wurde das Bergwerk nach den im Grubenfeld anstehenden Storcksbänken auch als Zeche Storcksbänke bezeichnet.

## Bergwerksgeschichte

### Die Anfänge
Das Bergwerk war bereits im Jahr 1742 in Betrieb. Am 20. Mai des Jahres 1743 wurden die Längenfelder Storksbank Nr. 1 und Storksbank Nr. 2 verliehen. Belehnt wurden die Gewerken Johann Henrich Lange und Caspar Storck und Konsorten. Im Jahr darauf wurden die Bänke Nr. 1 und Nr. 2 zu einer Fundgrube und elf Maaßen vermessen. Ab dem Jahr 1755 waren die Felder Storksbank Nr. 1 und Storksbank Nr. 2 in Betrieb. Im Jahr 1763 wurde das Längenfeld Storksbank Nr. 3 verliehen. Das Bergwerk war danach weiterhin in Betrieb. Im Jahr 1768 wurden die Bänke Nr. 3 und Nr. 4 vermessen. Am 17. April des Jahres 1771 waren als Gewerken Frau Dr. Funcke, Johann Wilhelm Crone und der Kommissionsrat Rappard in die Unterlagen des Bergamtes eingetragen. Die Gewerken hatten eine unterschiedlich hohe Anzahl an Kuxen. Die Witwe Funcke hatte zuvor eine Hälfte ihrer Kuxe an den Kommissionsrat Rappard übertragen und dieser hatte ein Drittel seiner Kuxe an Johann Wilhelm Crone verkauft. Die Rezeßgelder wurden bezahlt, allerdings war für die Bänke Nr. 3 und Nr. 4 bis zu diesem Zeitpunkt noch keine Belehnung erteilt worden.

## Die weiteren Jahre
Im Jahr 1774 wurde das Bergwerk vermessen. Im Jahr 1784 kam es zu einem Wassereinbruch aus alten Grubenbauen. Im Jahr 1786 war das Bergwerk wieder in Betrieb. Danach wurde das Bergwerk für mehrere Jahre nicht mehr in den Unterlagen erwähnt. Ab August des Jahres 1824 wurde das Bergwerk wieder in den Unterlagen genannt. Im selben Jahr wurde vom Bergwerk die Auffahrung des Glückauf Erbstollens nach Süden übernommen. Am 10. November 1825 wurde die Auffahrung des Erbstollens von der Zeche Storksbank beendet. Die weitere Auffahrung des Erbstollens erfolgte von diesem Zeitpunkt an durch die Zeche Glückauf. In den nachfolgenden Jahren wurde das Bergwerk nicht mehr in den Unterlagen erwähnt. Um das Jahr 1835 wurde ein Prozess gegen die Zeche Glückauf Erbstolln geführt, der Grund hierfür war ein Streit um die Berechtsame.
In den Jahren 1838 bis 1841 waren die Felder Storksbank Nr. 1 und Storksbank Nr. 2 als eigenständiges Betriebsteil von Storksbank in Betrieb. Im Jahr 1840 wurde im Flöz Isabelle abgebaut. Am 11. Oktober des Jahres 1841 wurde das Längenfeld Storksbank Nr. 4 verliehen, es fand jedoch kein Abbau in dem Feld statt. Im Jahr 1842 wurde der eigenständige Betriebsteil Felder Storksbank Nr. 1 und Nr. 2 stillgelegt, die Berechtsame wechselte zurück nach Storksbank. Am 20. Mai des Jahres 1843 wurde ein weiteres Längenfeld verliehen. Im Jahr 1846 war der Schacht Adolph in Förderung. Der Schacht war mit einem Pferdegöpel ausgerüstet. Im selben Jahr kam es zu einer Vereinigung mit der Zeche Wilhelmine, diese Vereinigung wurde jedoch bergbehördlich nicht bestätigt. Im Jahr 1853 war das Bergwerk noch in Betrieb. Im darauffolgenden Jahr wurde die Zeche Storksbank stillgelegt. Im Jahr 1897 wurde die Berechtsame der Zeche Glückauf Tiefbau zugeschlagen.

## Förderung und Belegschaft
Die ersten bekannten Belegschaftszahlen stammen aus dem Jahr 1755, damals waren zwölf Bergleute auf dem Bergwerk beschäftigt, davon fünf Beschäftigte in Storksbank Nr. 1 und sieben Beschäftigte in Storksbank Nr. 2. Die ersten Förderzahlen stammen aus dem Jahr 1836, in diesem Jahr wurden 17.273 Preußische Tonnen Steinkohle gefördert. Im Jahr 1838 wurden 3795 Tonnen Steinkohle gefördert. Im Jahr 1840 sank die Förderung auf 117 Tonnen Steinkohle. Im Jahr 1842 wurden 8704 Tonnen Steinkohle gefördert. Dies sind die letzten bekannten Zahlen des Bergwerks.